# Dimorphorchis lowii
Dimorphorchis lowii là một loài thực vật có hoa trong họ Lan. Loài này được (Lindl.) Rolfe mô tả khoa học đầu tiên năm 1919.

## Hình ảnh

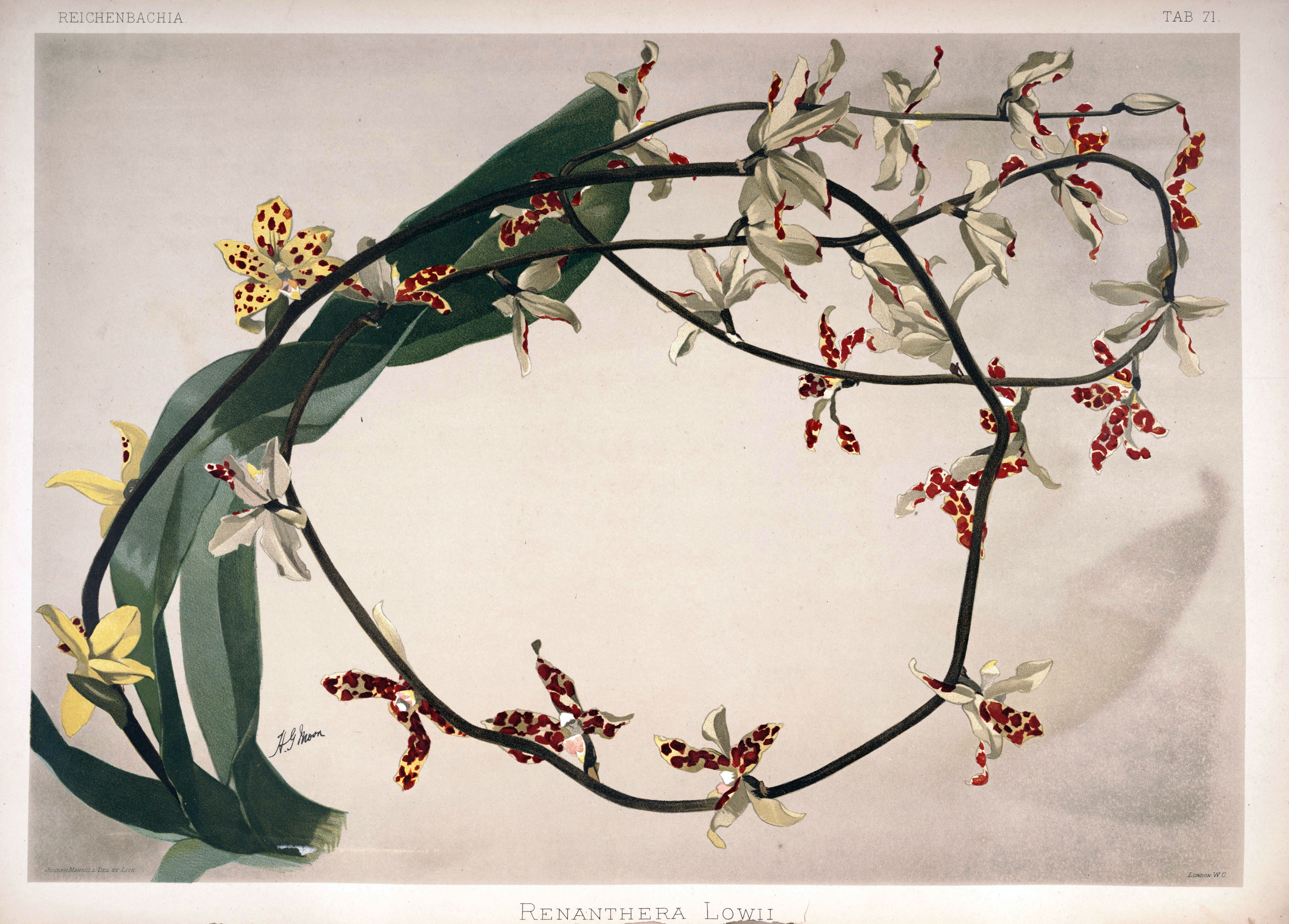
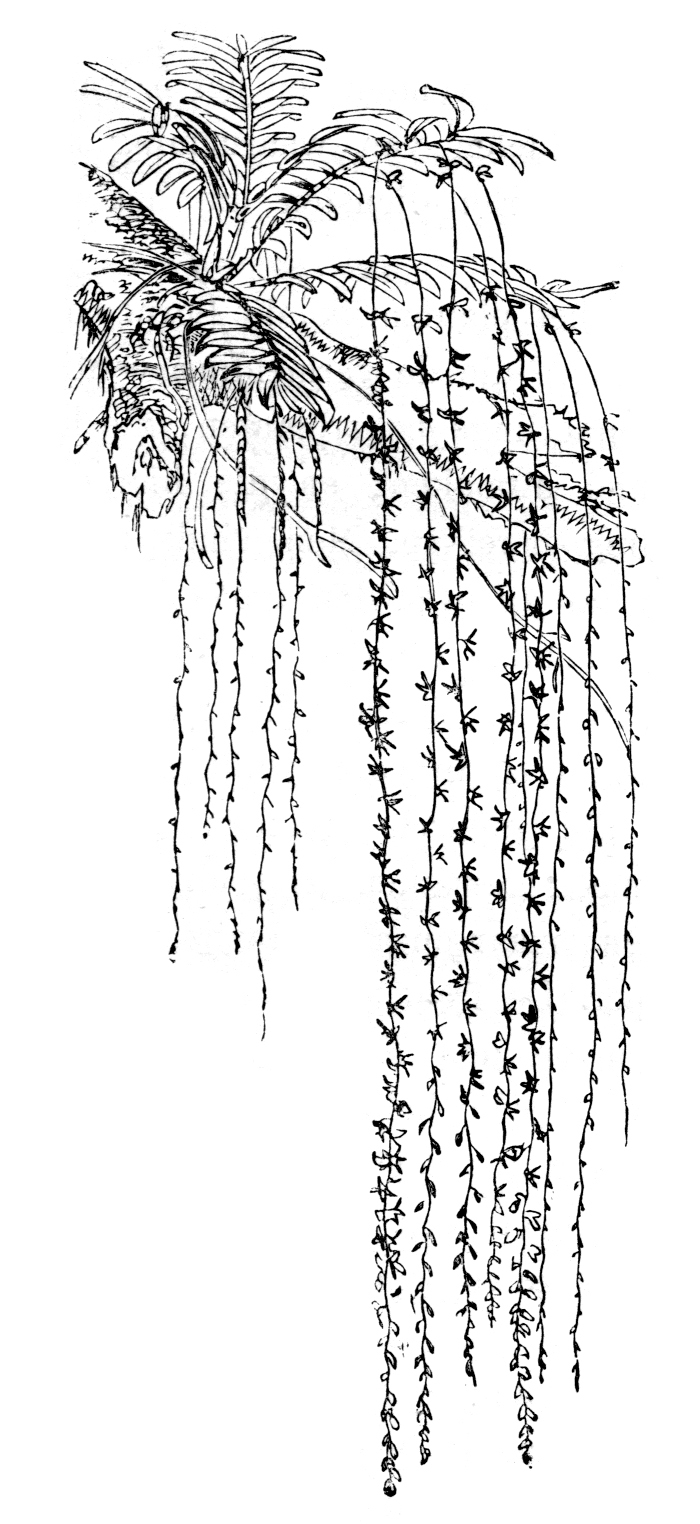
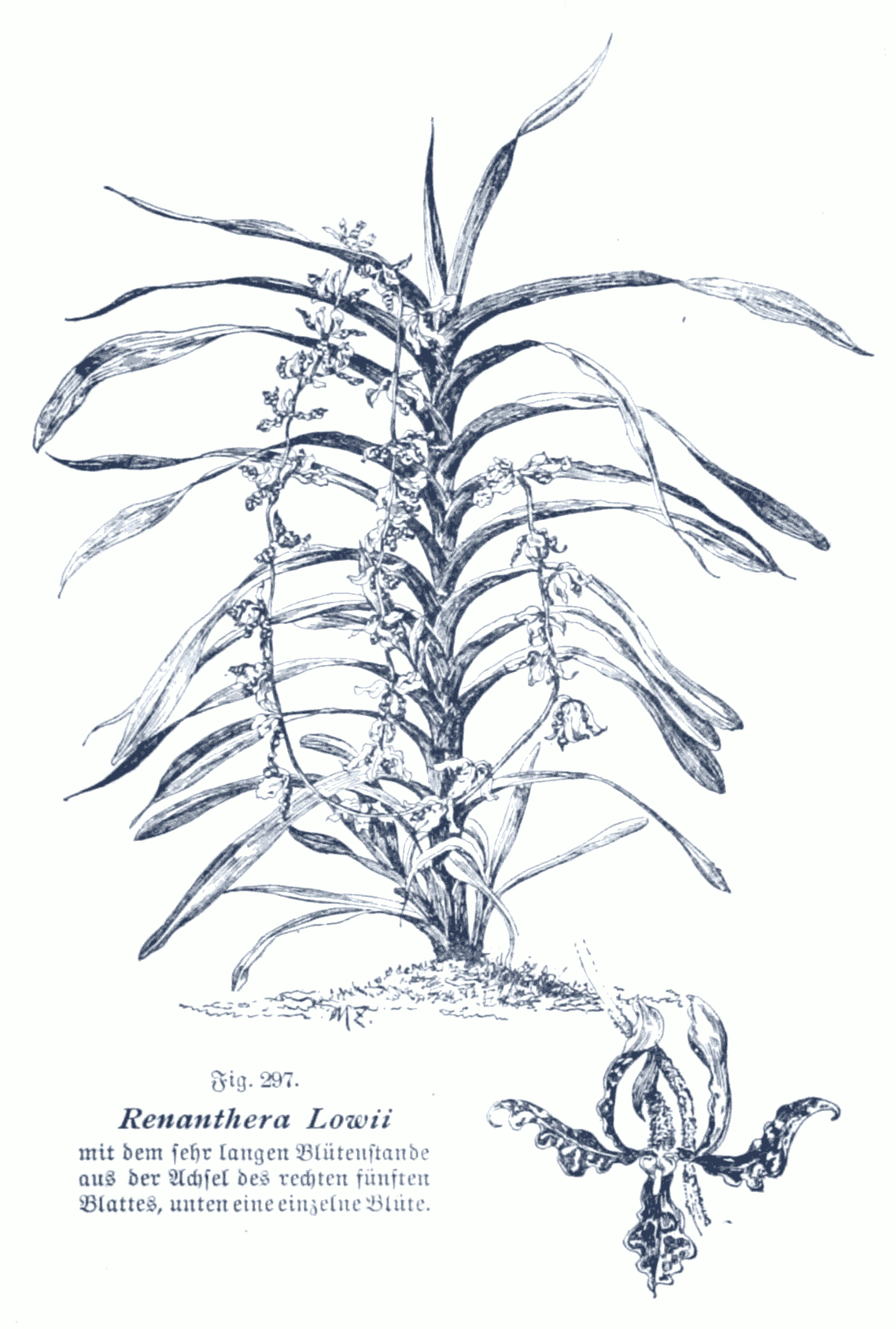